# War Pigs
"War Pigs" é uma canção da banda britânica de heavy metal Black Sabbath. Ela é a primeira canção do álbum Paranoid, de 1970.

## Visão geral
O título original de "War Pigs" foi "Walpurgis", relacionando com o sabbat das bruxas. "Walpurgis é como o Natal para os satanistas. E para mim, a guerra era o grande Satanás", disse o baixista e letrista Geezer Butler, que também acrescentou:
| “ | Não era sobre política, governo ou qualquer coisa. Era [sobre] o mal. Então eu estava dizendo 'generais reunidos nas massas / assim como bruxas em missas negras' para fazer uma analogia. Mas quando trouxemos para a gravadora, pensaram que "Walpurgis" parecia muito satânico. E foi quando nós o transformamos em 'War Pigs'. Mas não mudamos as letras, porque elas já estavam finalizadas. | ” |

Antes de seu lançamento oficial, a banda geralmente alterava as letras significativamente ao realizá-la ao vivo. Um exemplo disso pode ser encontrado na compilação de Ozzy Osbourne, The Ozzman Cometh, que apresenta uma versão inicial gravada pelo Black Sabbath para a BBC Radio 1 em 26 de abril de 1970. Enquanto Butler disse que "War Pigs" é "totalmente contra a Guerra do Vietnã, sobre como esses ricos políticos e pessoas ricas iniciam todas as guerras para seu benefício e que todos os pobres morrem por eles", o vocalista Ozzy Osbourne afirmou que o grupo "não sabia nada sobre o Vietnã. É apenas uma música anti-guerra." O outro som instrumental é intitulado "Luke's Wall".
A primeira lembrança do baterista Bill Ward de tocar a canção foi no The Beat Club, Suíça, em 1968. A banda era obrigada a tocar vários conjuntos a cada noite e tinha pouco material em seu repertório nesse ponto, então eles iriam realizar longas sessões de jam para preencher os sets. Iommi disse que "War Pigs" se originou de uma dessas sessões de jam.
A adição da sirene de ataque aéreo e a aceleração do final da música foram feitas pelo produtor Rodger Bain e pelo engenheiro Tom Allom. A banda não teve nenhuma contribuição nessas decisões, embora estivessem satisfeitas com os resultados.

## Legado
Martin Popoff chamou a canção de um "clássico feio e anti-guerra agora considerado uma das duas ou três composições mais duradouras do Sabbath". Guitar World descreveu a canção como "a maior música de HM." A revista também incluiu a canção em sua lista "100 Greatest Guitar Solos", na 56ª posição. Steve Huey, escritor do AllMusic, chamou a canção de um "modelo."
A canção é notável por sua publicação na revista americana de música folclórica Broadside, que normalmente não apresentava músicas de rock.